# Highton-Gletscher
Der Highton-Gletscher ist ein Gletscher an der Ostküste von Clarence Island im Archipel der Südlichen Shetlandinseln. Er fließt in nordöstlicher Richtung und mündet südlich von Sugarloaf Island ins Kopfende der Istros Bay.
Teilnehmer der britischen Joint Services Expedition to the Elephant Island Group (JSEEIG, 1976–1977) benannten ihn als Stamina Glacier (englisch für Ausdauer-Gletscher) in Erinnerung an die Anstrengungen, die mit der Querung des Gletschers verbunden waren. Das UK Antarctic Place-Names Committee benannte ihn dagegen 1980 nach John Ernest Highton (1935–2008) von der Royal Navy, stellvertretender Leiter der Expedition und Führer der Gruppe, die auf Clarence Island tätig war.